# Filon Wasylewicz Kopeć
Filon Wasylewicz Kopeć herbu Kroje odmienne (ur. w 1574 roku – zm. w 1623 roku) – marszałek lidzki w latach 1612-1623.
Poseł na sejm nadzwyczajny 1613 roku z powiatu lidzkiego.